# 언론고충처리인제도
언론고충처리인제도는 2004년에 ‘언론중재 및 피해구제에 관한 법률’을 제정하면서 언론사 스스로 언론피해를 자율적으로 예방하고 구제한다는 목적 아래 설치한 제도이다. 
헌법재판소는 2006년에 언론피해의 예방과 구제를 목적으로 하는 ‘고충처리인’을 신문·통신사에 두어야 한다는 언론중재법 조항에 합헌결정을 하였다. 

## 참고 문헌
- 홍완식, 헌법.상법 (제1과목 문제집), 예응(예응고시), 2001. ISBN 8988740459